# Mundialito de Clubes de Fútbol Playa de 2011
El I Mundialito de Clubes de Fútbol Playa de 2011 se llevó a cabo en San Pablo, Brasil desde el 19 al 26 de marzo de 2011.

## Equipos participantes
| Grupo A            | Grupo B       |
| ------------------ | ------------- |
| Corinthians        | Milan         |
| Lokomotiv Moscú    | Barcelona     |
| Santos             | Boca Juniors  |
| Seattle Sounders   | Flamengo      |
| Sporting de Lisboa | Vasco da Gama |

## Resultados

### Primera fase

#### Grupo A
| Equipo             | PJ | PG | PG+ | PP | GF | GC | Dif | Pts |
| ------------------ | -- | -- | --- | -- | -- | -- | --- | --- |
| Lokomotiv Moscú    | 4  | 2  | 2   | 0  | 18 | 15 | 3   | 10  |
| Corinthians        | 4  | 1  | 2   | 1  | 20 | 19 | 1   | 7   |
| Seattle Sounders   | 4  | 1  | 0   | 3  | 12 | 10 | 2   | 3   |
| Sporting de Lisboa | 4  | 1  | 0   | 3  | 12 | 13 | -1  | 3   |
| Santos             | 4  | 0  | 1   | 3  | 16 | 21 | -5  | 2   |

#### Grupo B
| Equipo        | PJ | PG | PG+ | PP | GF | GC | Dif | Pts |
| ------------- | -- | -- | --- | -- | -- | -- | --- | --- |
| Barcelona     | 4  | 3  | 0   | 1  | 19 | 13 | 6   | 9   |
| Flamengo      | 4  | 2  | 1   | 1  | 19 | 11 | 8   | 8   |
| Milan         | 4  | 1  | 1   | 2  | 13 | 16 | -3  | 5   |
| Vasco da Gama | 4  | 0  | 2   | 2  | 16 | 18 | -2  | 4   |
| Boca Juniors  | 4  | 0  | 0   | 4  | 11 | 20 | -9  | 0   |

## Segunda fase
|  | Cuartos de final | Cuartos de final |                 |                 | Semifinales    | Semifinales  |  |  | Final       | Final |
|  |                  |                  |                 |                 |                |              |  |  |             |       |
|  | 24 de marzo      |                  |                 |                 |                |              |  |  |             |       |
|  |                  |                  |                 |                 |                |              |  |  |             |       |
|  | Flamengo (pen.)  | 2 (5)            |                 |                 |                |              |  |  |             |       |
|  | Flamengo (pen.)  | 2 (5)            | 25 de marzo     |                 |                |              |  |  |             |       |
|  | Seattle Sounders | 2 (4)            |                 |                 |                |              |  |  |             |       |
|  | Seattle Sounders | 2 (4)            | Flamengo        | 4               |                |              |  |  |             |       |
|  | 24 de marzo      |                  | Flamengo        | 4               |                |              |  |  |             |       |
|  |                  | Vasco da Gama    | 5               |                 |                |              |  |  |             |       |
|  | Corinthians      | Vasco da Gama    | 5               | 2               |                |              |  |  |             |       |
|  | Corinthians      |                  | 26 de marzo     | 2               |                |              |  |  |             |       |
|  | Vasco da Gama    | 5                |                 |                 |                |              |  |  |             |       |
|  | Vasco da Gama    | 5                | Vasco da Gama   | 4               |                |              |  |  |             |       |
|  | 24 de marzo      |                  | Vasco da Gama   | 4               |                |              |  |  |             |       |
|  |                  | Sporting SP      | 2               |                 |                |              |  |  |             |       |
|  | Lokomotiv Moscú  | Sporting SP      | 2               | 7               |                |              |  |  |             |       |
|  | Lokomotiv Moscú  | 25 de marzo      |                 | 7               |                |              |  |  |             |       |
|  | A.C. Milan       | 2                |                 |                 |                |              |  |  |             |       |
|  | A.C. Milan       | 2                | Lokomotiv Moscú | 4               | Tercer lugar   | Tercer lugar |  |  |             |       |
|  | 24 de marzo      |                  | Lokomotiv Moscú | 4               |                |              |  |  |             |       |
|  |                  | Sporting SP      | 5               |                 |                |              |  |  |             |       |
|  | Barcelona        | Sporting SP      | 5               | 1               | Flamengo (pr.) | 5            |  |  |             |       |
|  | Barcelona        |                  |                 | 1               | Flamengo (pr.) | 5            |  |  |             |       |
|  | Sporting SP      | 8                |                 | Lokomotiv Moscú | 4              |              |  |  |             |       |
|  | Sporting SP      | 8                |                 |                 | 4              |              |  |  |             |       |
|  |                  |                  |                 |                 |                |              |  |  | 26 de marzo |       |
|  |                  |                  |                 |                 |                |              |  |  |             |       |

| Brasil                            |
| Campeón Vasco da Gama 1.er título |

## Premios y reconocimientos
| Mejor Jugador (JMV)               | Mejor Jugador (JMV) | Mejor Jugador (JMV) |
| --------------------------------- | ------------------- | ------------------- |
| Pampero ( Vasco da Gama)          |                     |                     |
| Goleador                          |                     |                     |
| André ( Flamengo)                 |                     |                     |
| 16 goles                          |                     |                     |
| Mejor Portero                     |                     |                     |
| Paulo Graça ( Sporting de Lisboa) |                     |                     |

## Tabla de Goleadores
| Jugador          | Equipo          | Goles |
| ---------------- | --------------- | ----- |
| André            | Flamengo        | 16    |
| Fernando         | Sporting SP     | 10    |
| Dimitry Shishin  | Barcelona       | 9     |
| Egor Shaykov     | Lokomotiv Moscú | 9     |
| Anderson         | Flamengo        | 8     |
| Juninho Alagoano | Corinthians     | 7     |
| Bruno Xavier     | Vasco da Gama   | 7     |
| Pampero          | Vasco da Gama   | 7     |
| Daniel Lima      | Lokomotiv Moscú | 6     |
| Baci             | Lokomotiv Moscú | 6     |
| Buru             | Corinthians     | 5     |
| Igor Borsuk      | Lokomotiv Moscú | 5     |
| Alan             | Sporting SP     | 5     |
| Rafinha          | Vasco da Gama   | 5     |
| Belchior         | Sporting SP     | 5     |
| Betinho          | Vasco da Gama   | 5     |